# 121 (серія будинків)
121 — серія великопанельних 5 і 9-поверхових житлових будинків. Розроблена у 1968–1970 в ЦНДІЕП Житла на основі і на заміну 464 серії, повторюючи її особливості: поперечні несні стіни, кроки 3,2 і 2,6 м, прогони 5,76 м і висоту поверху 2,7 м. Архітектори  М. П. Розанов, І. Ю. Маркова, В. Й. Блюменталь. Перший п'ятиповерховий будинок було зібрано в 1970 у Воскресенську Московської області.
Зустрічається в Росії, Україні, Казахстані й Естонії. В Україні вироби серії виготовляли домобудівельні комбінати в 
Черкасах (9-поверхові проєкти 121-036/1, торцеві 121-041/1 ліва і 121-042/1 права, 121-043/1, 121-064/1 з проїздом), Павлограді, Вінниці (121-036/1, 121-041/1, 121-042/1, 121-043/1), завод великопанельного домобудування в Алчевську (121-013 п'ятиповерховий, 121-036/1 і 121-043/1 дев'ятиповерхові) і цех великопанельного домобудування в Керчі.
Деякими відмінностями проєктів серії в Україні від инших панельок є:
- стіна кімнат відстоїть від стіни під'їздного майданчику з кухнями на 1 м;
- торець завширшки 4 панелі;
- горище без вікон.

## Світлини

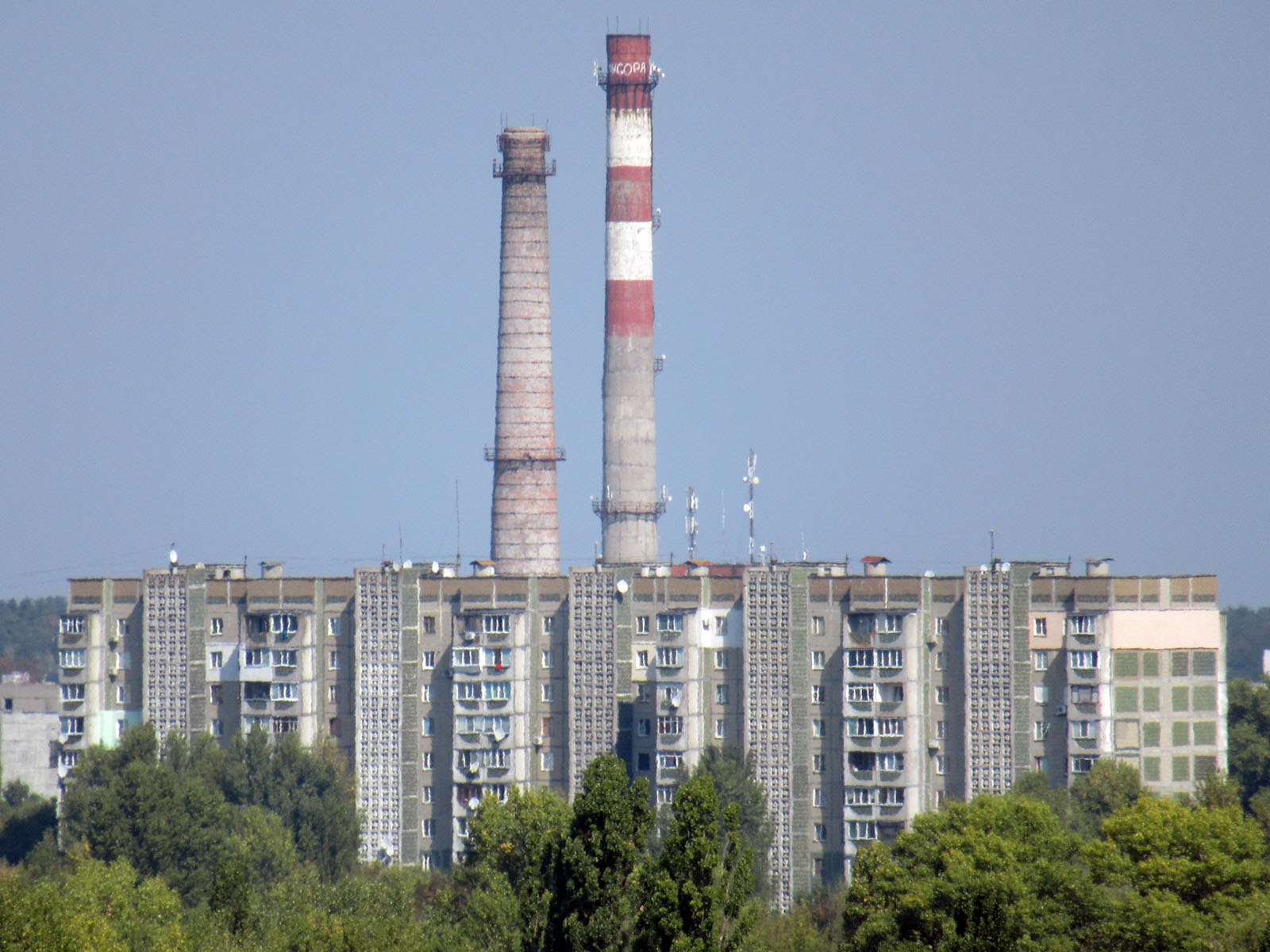
Черкаси, вул. Академіка Корольова, 32 — 121-036/1, 121-043/1
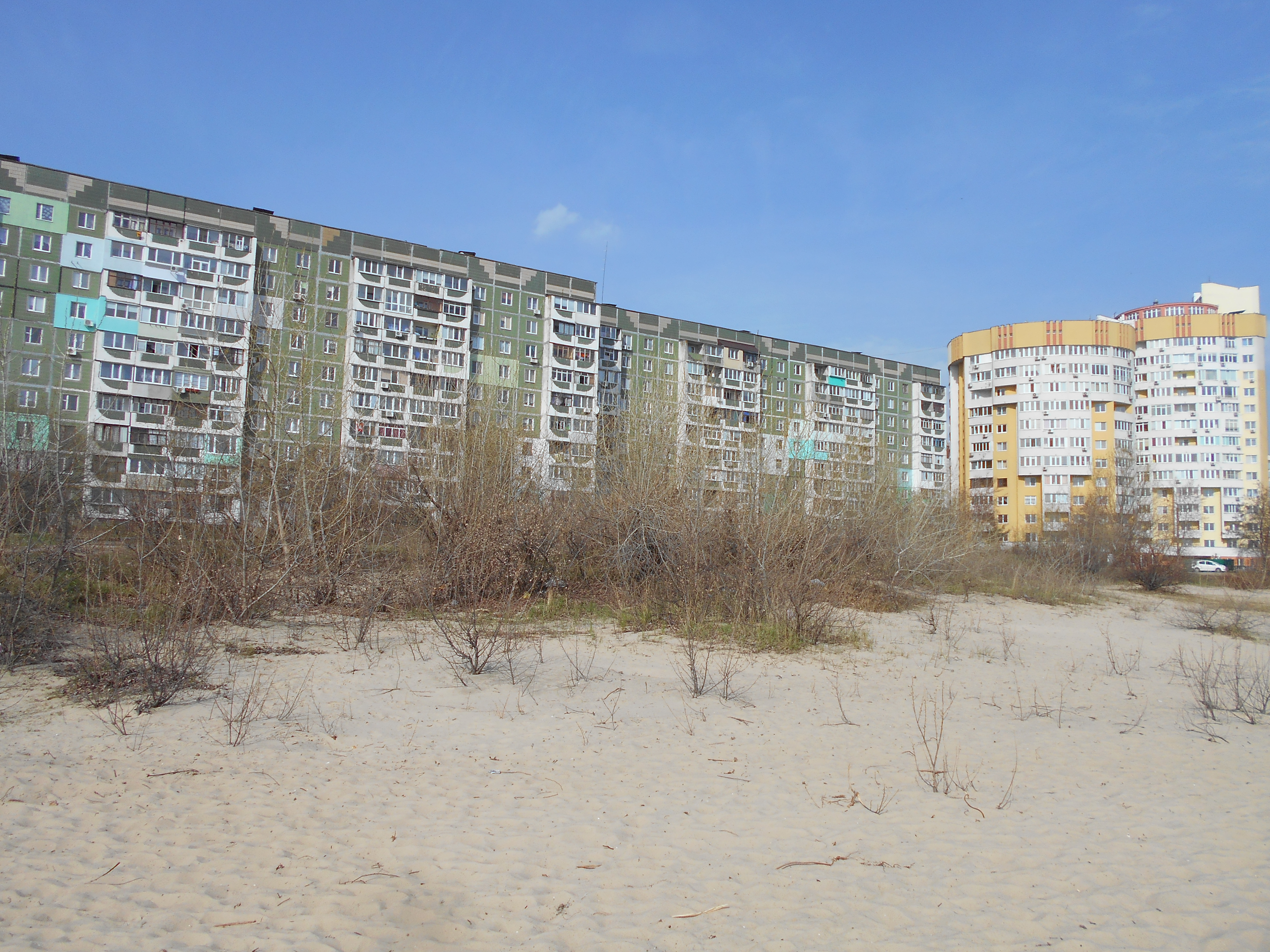
Черкаси, Митниця, вул. Героїв Дніпра, 81 і 87 — 121-036/1, 121-043/1

## Керч
В Керчі та Щолкіному будувалися секції розробки 1984 року: рядова 121-0101, торцові 121-0102 ліва і 121-0103 права. Пізнаваною рисою проєктів є:
- характерні арки на бальконах;
- балькони сходів за ґратами;
- скошені балькони на пів кроку завширшки, що заходять на вікно;
- у торцевих секцій 4 балькони на торцях, крайні скошені; асиметрія довгих сторін.

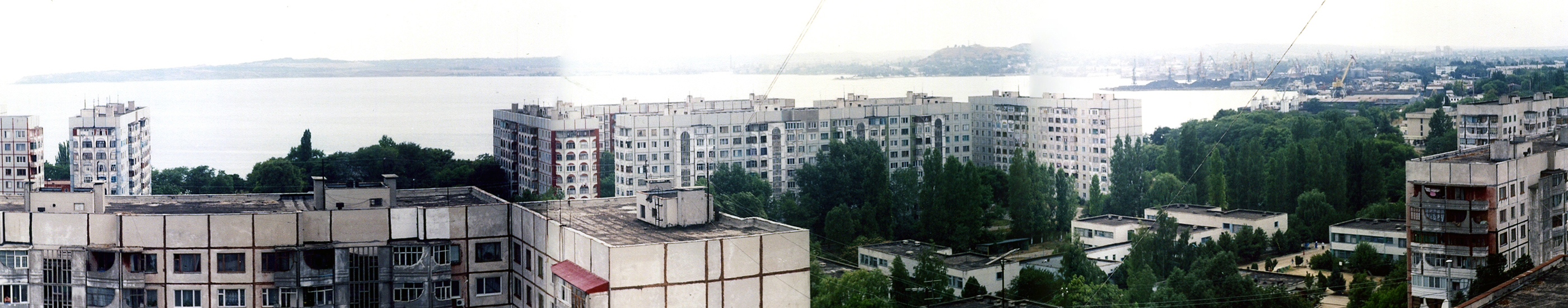
1-й мікрорайон
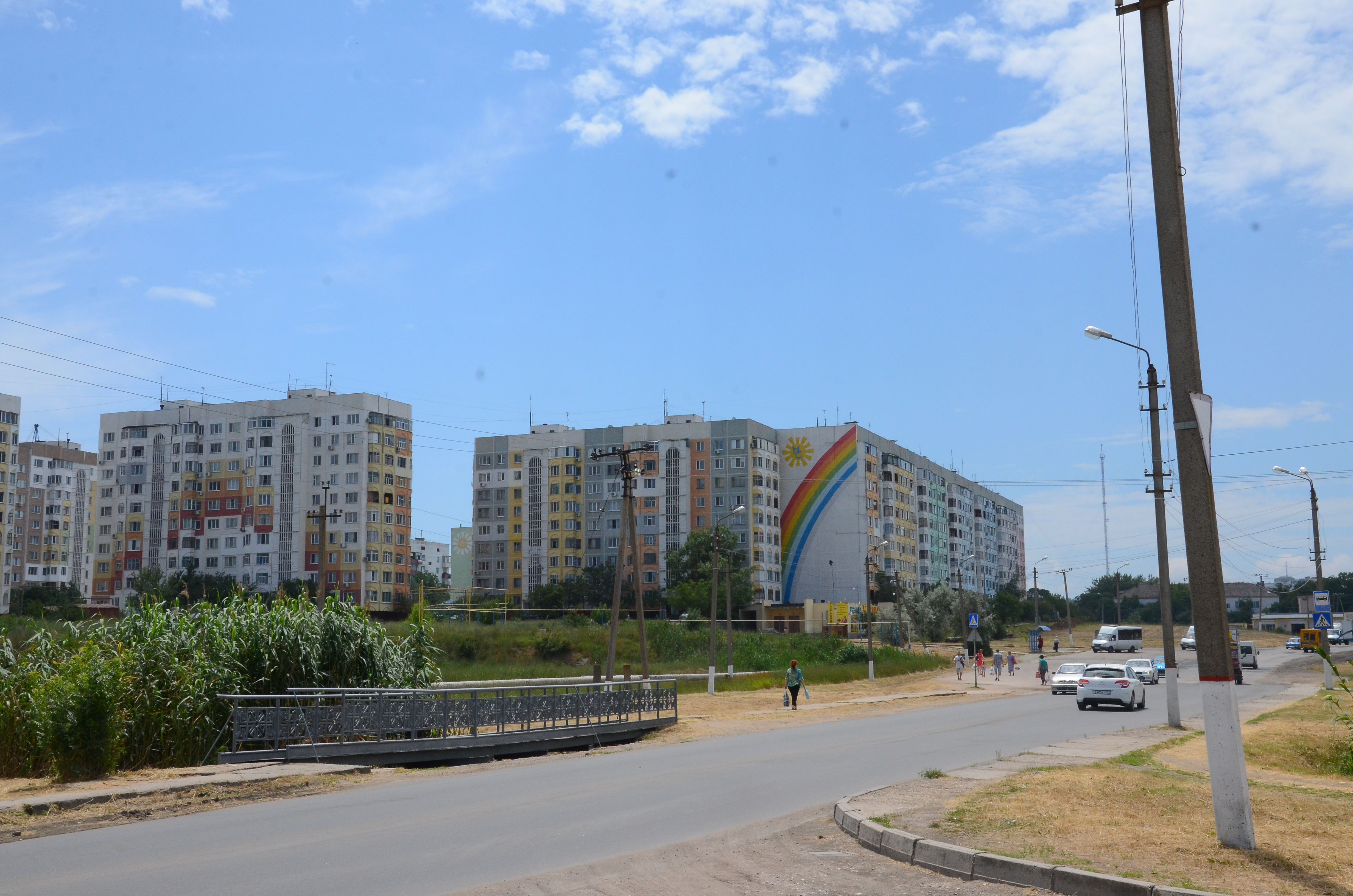
мікрорайон Нижній Сонячний

## 121Т

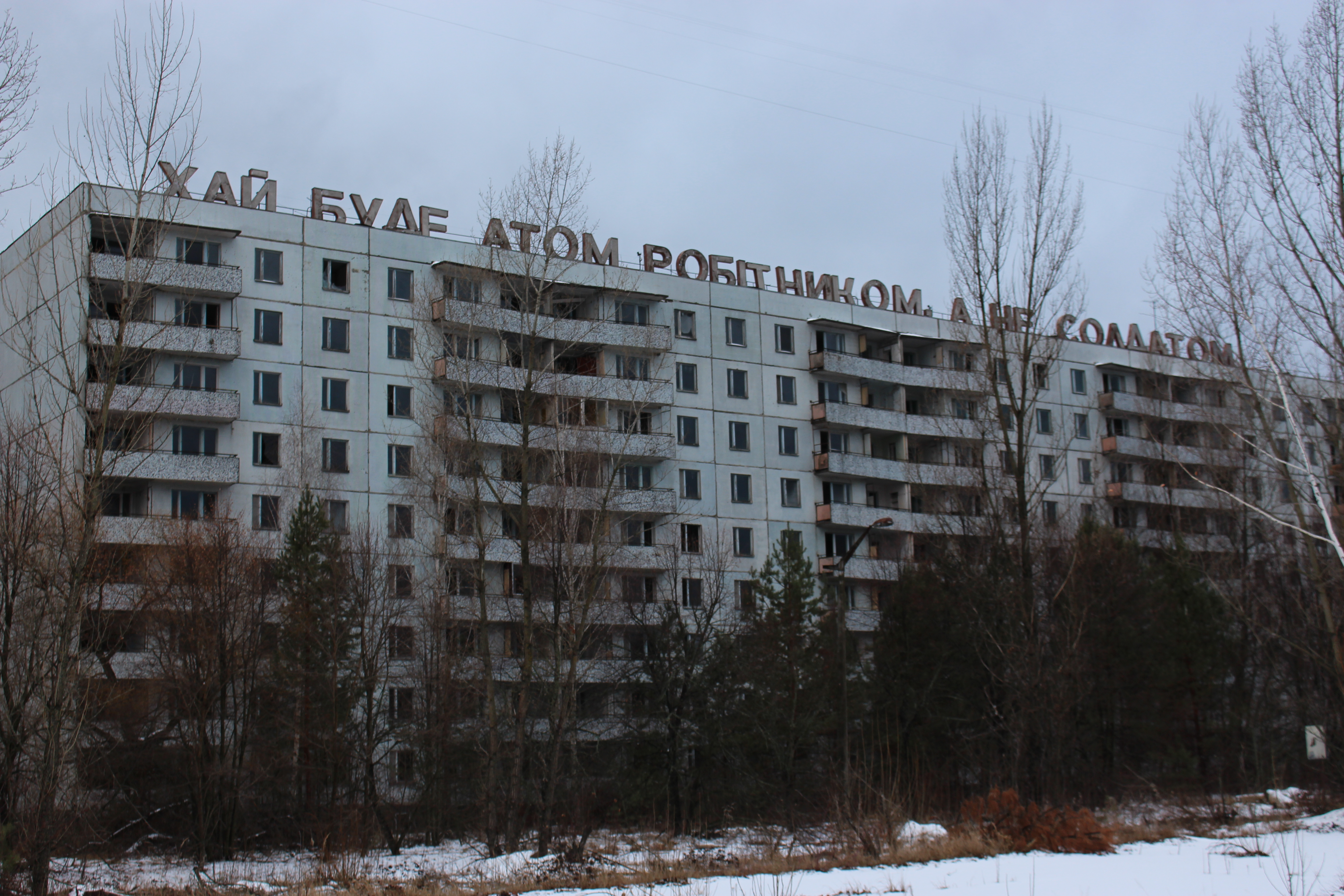
Прип'ять, вул. Лазарєва, 3, 1978 р.

Серія розроблена в 1971 році для м. Тольятті (Росія). Поза ним будинки зібрані в містах при атомних електростанціях Прип'яті, Південноукраїнську, Вараші, Нововоронежі (Росія) та Десногорську (Росія), а також кількох містах Росії.

Ознаками серії є: 
- сторона входу без бальконів;
- стіна кімнат відстоїть від стіни під'їздного майданчику з кухнями на 1,5 м;
- «косі впуклі» балькони — площина балконів під кутом за рахунок зменшеної на 1,5 м довжини кімнати.

Серія 121Т дуже схожа на 90 серію, яка має такого ж пращура. Відмінностями є:
- у 121Т нема вікон панелей горища;
- торець 121Т складається з 3 панелей, середня з яких вузька, у 90-ї дві панелі;
- на стороні бальконів у 121Т всі панелі на одне вікно;
- виступ зовнішньої стіни житлових кімнат над стіною стіни під'їзду у кухонь 150 см[11] у 121Т і 90 см у 90-ї серії.

## Инші проєкти поза межами України

### Росія

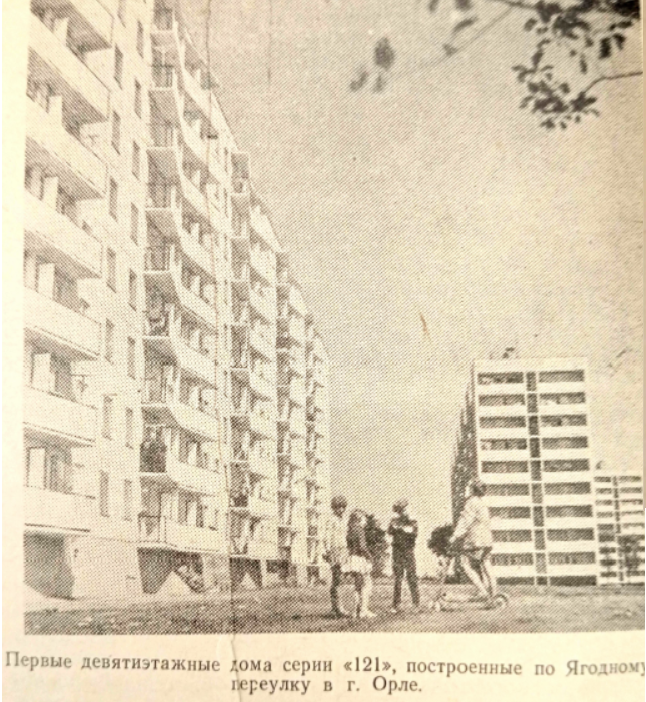
Орел, пров. Ягідний, 8 — 1972, перший дев'ятиповерховий будинок серії, секції 121-014, 121-016, 121-017

### Естонія
В Естонії будувалися 5, 9 та 16-поверхові будинки серії 121Э. Відмінністю варіянту є, зокрема, відсутність горища.

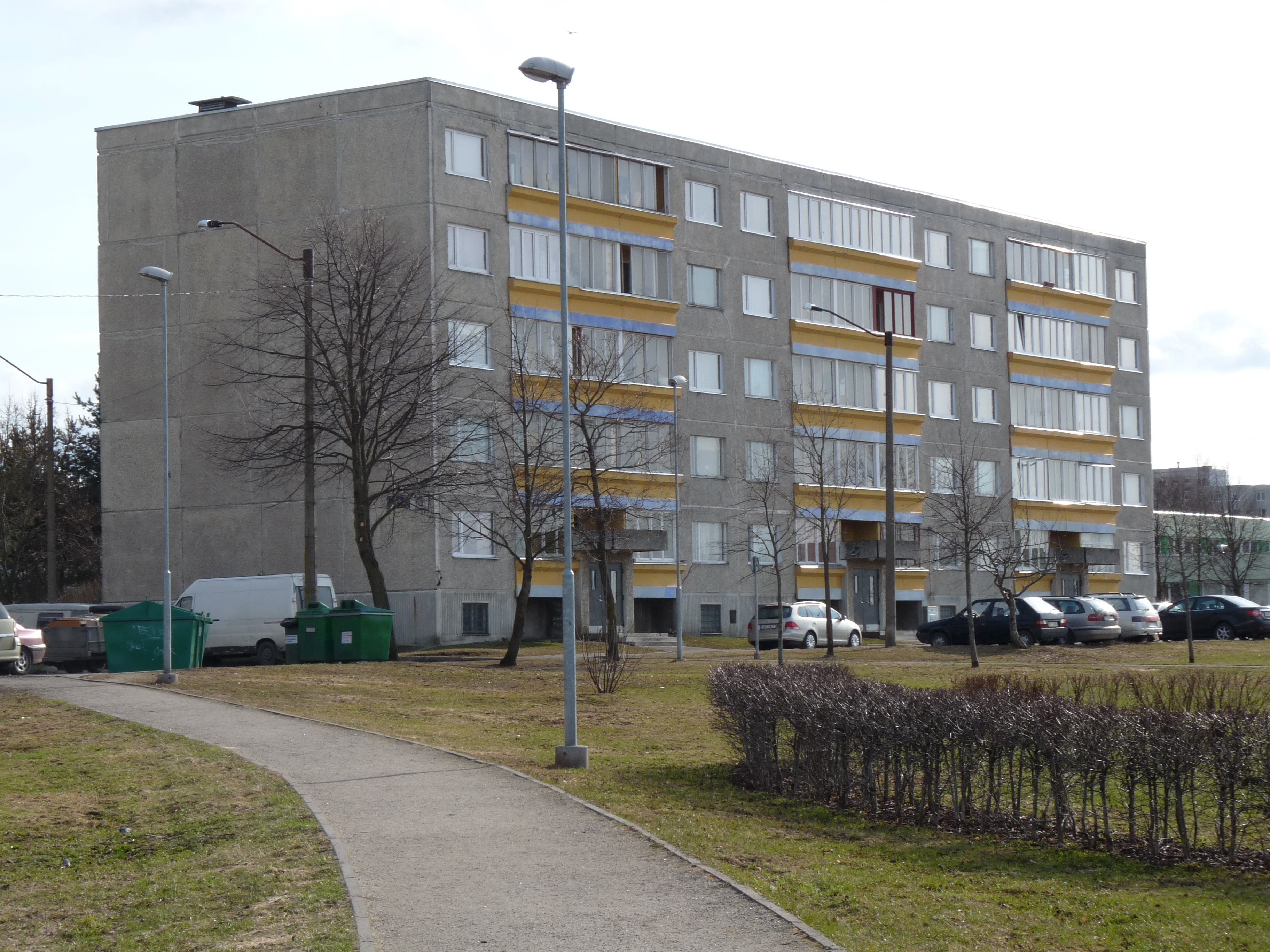
Таллінн, вул. Арбу, 13
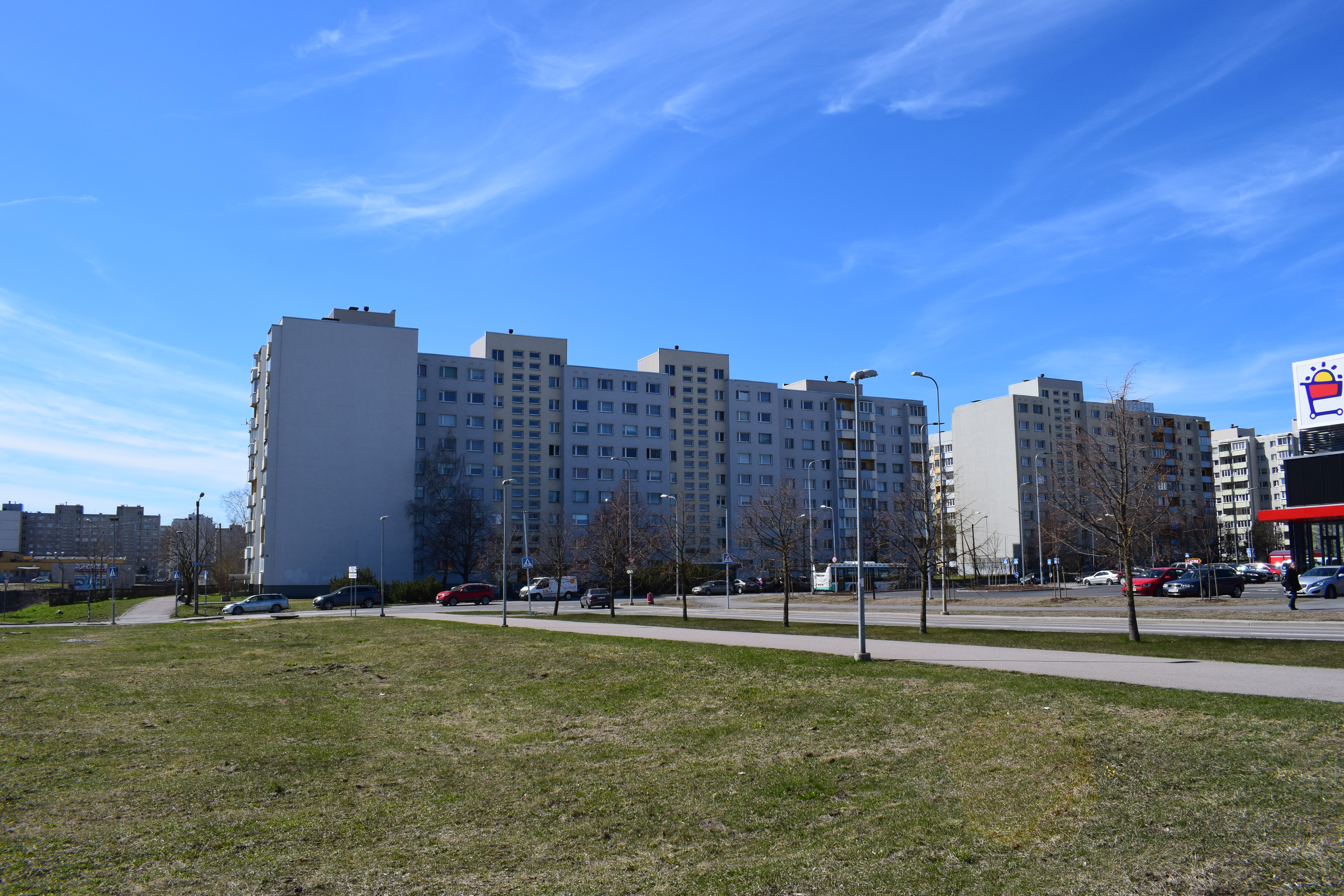
Таллінн, вул. Арбу, 2
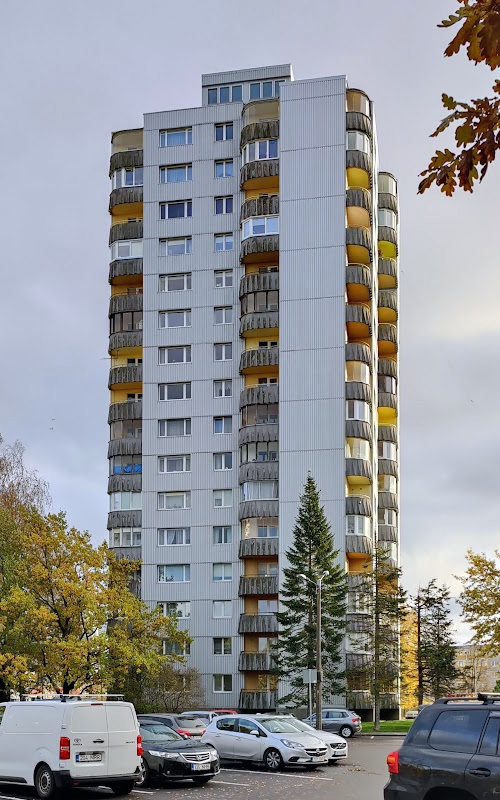
Таллінн, вул. Ийсмяе, 10
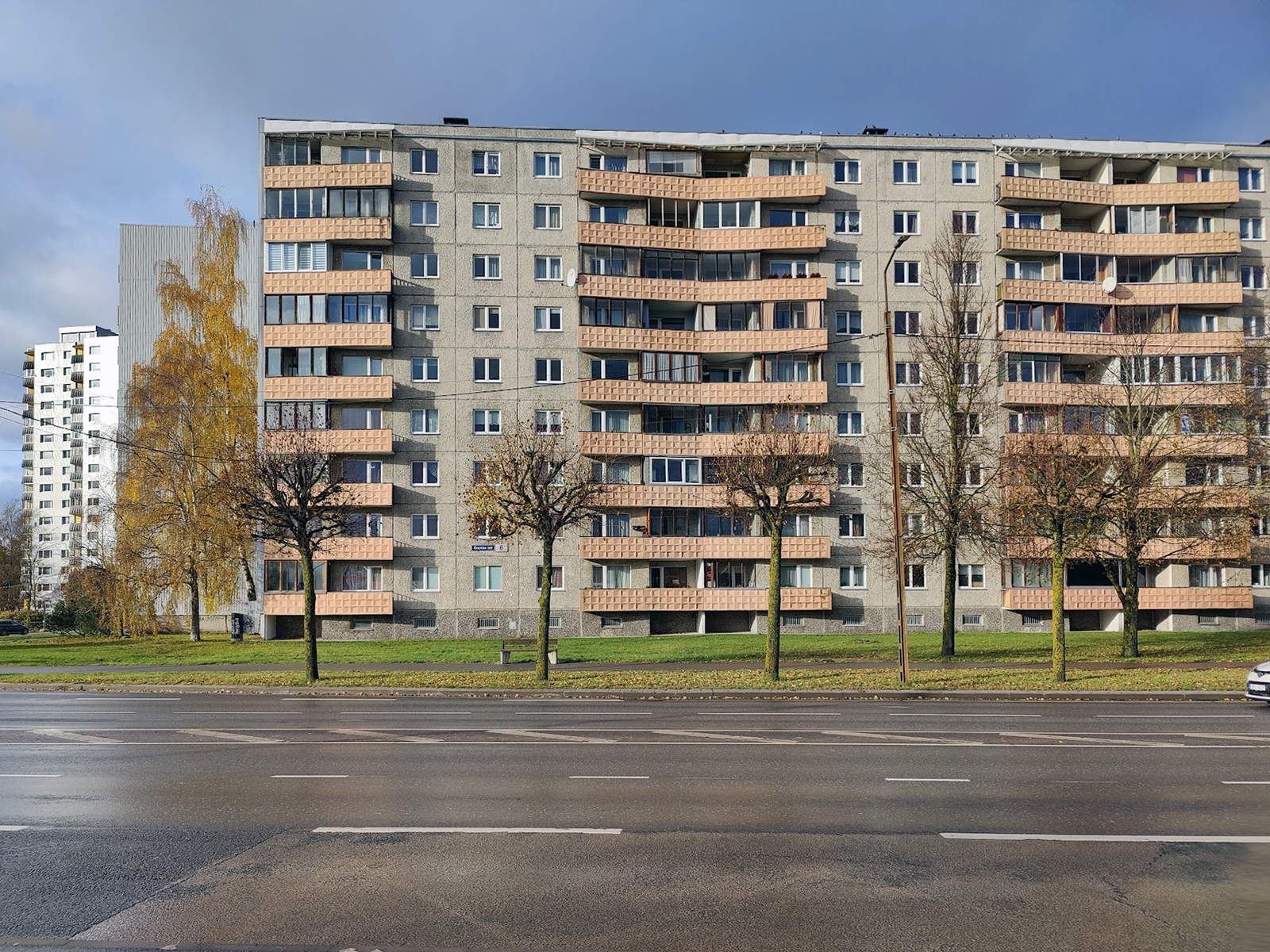
Таллінн, вул. Ийсмяе, 6
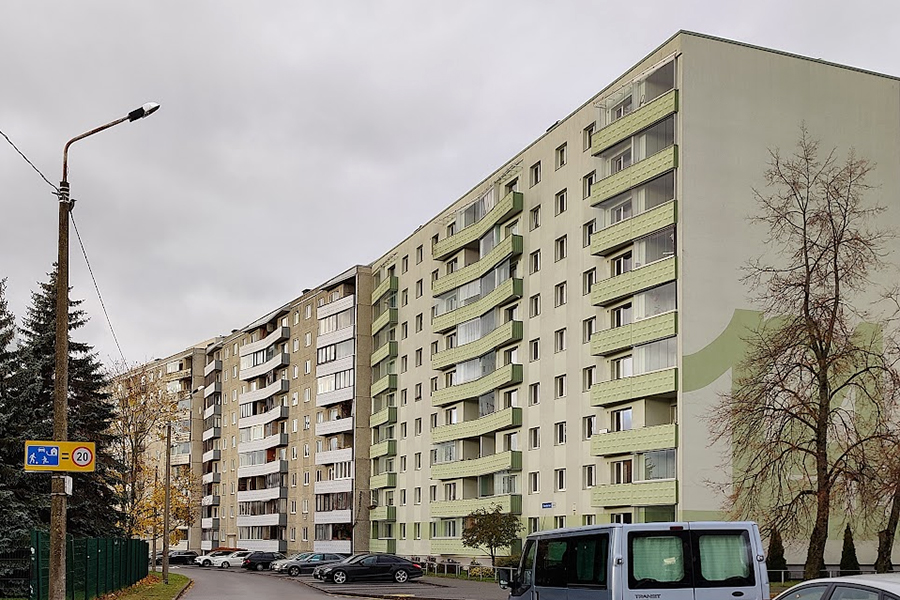
Таллінн, вул. Ийсмяе, 124
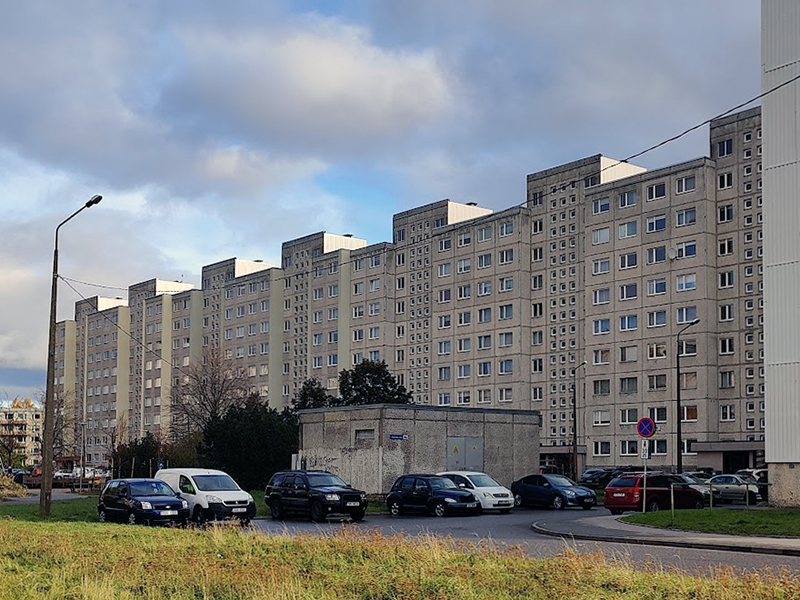
Таллінн, вул. Ийсмяе, 2, 4 і 6
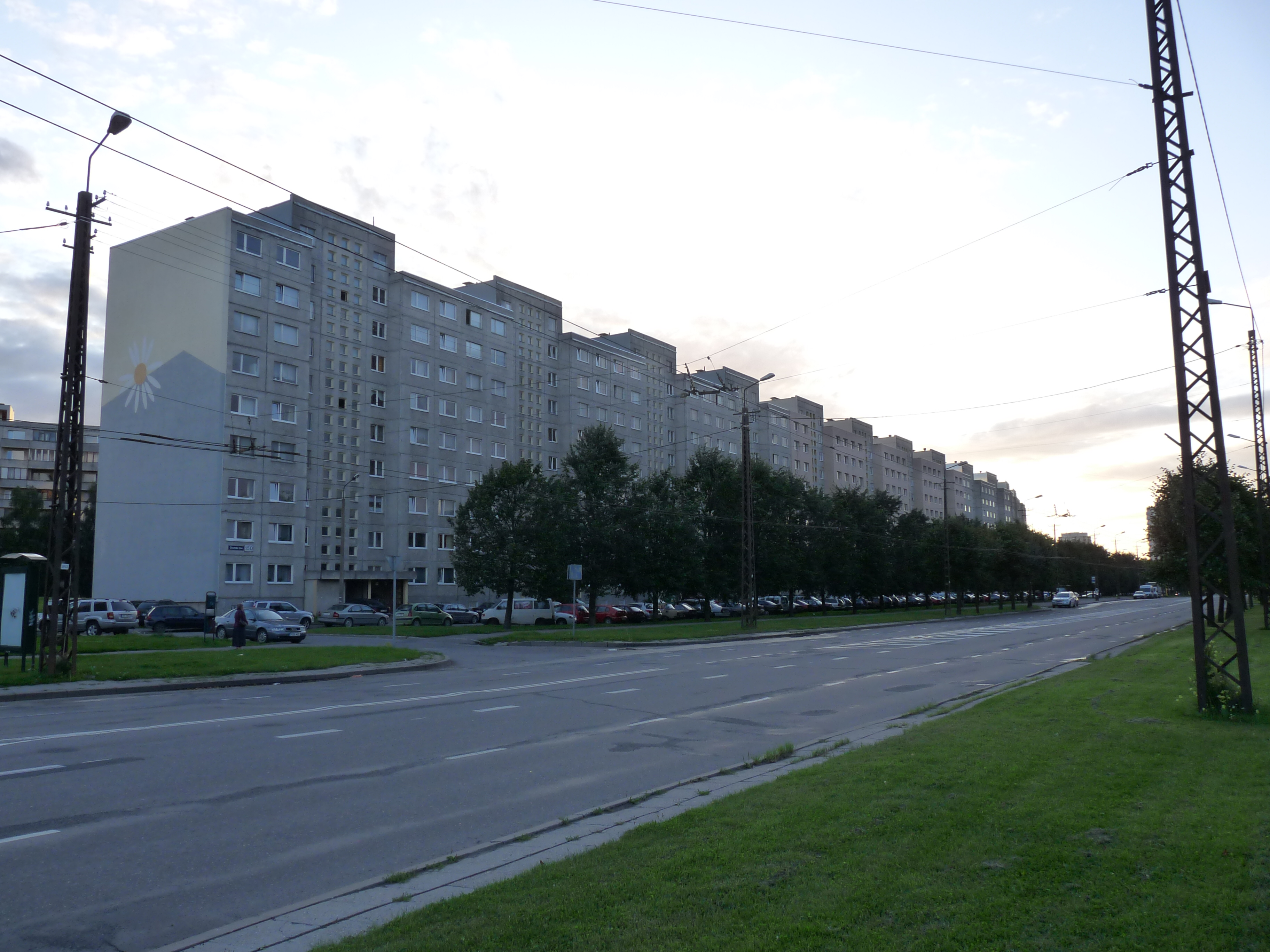
Таллінн, вул. Ийсмяе, будинок «китайська стіна»

### Казахстан

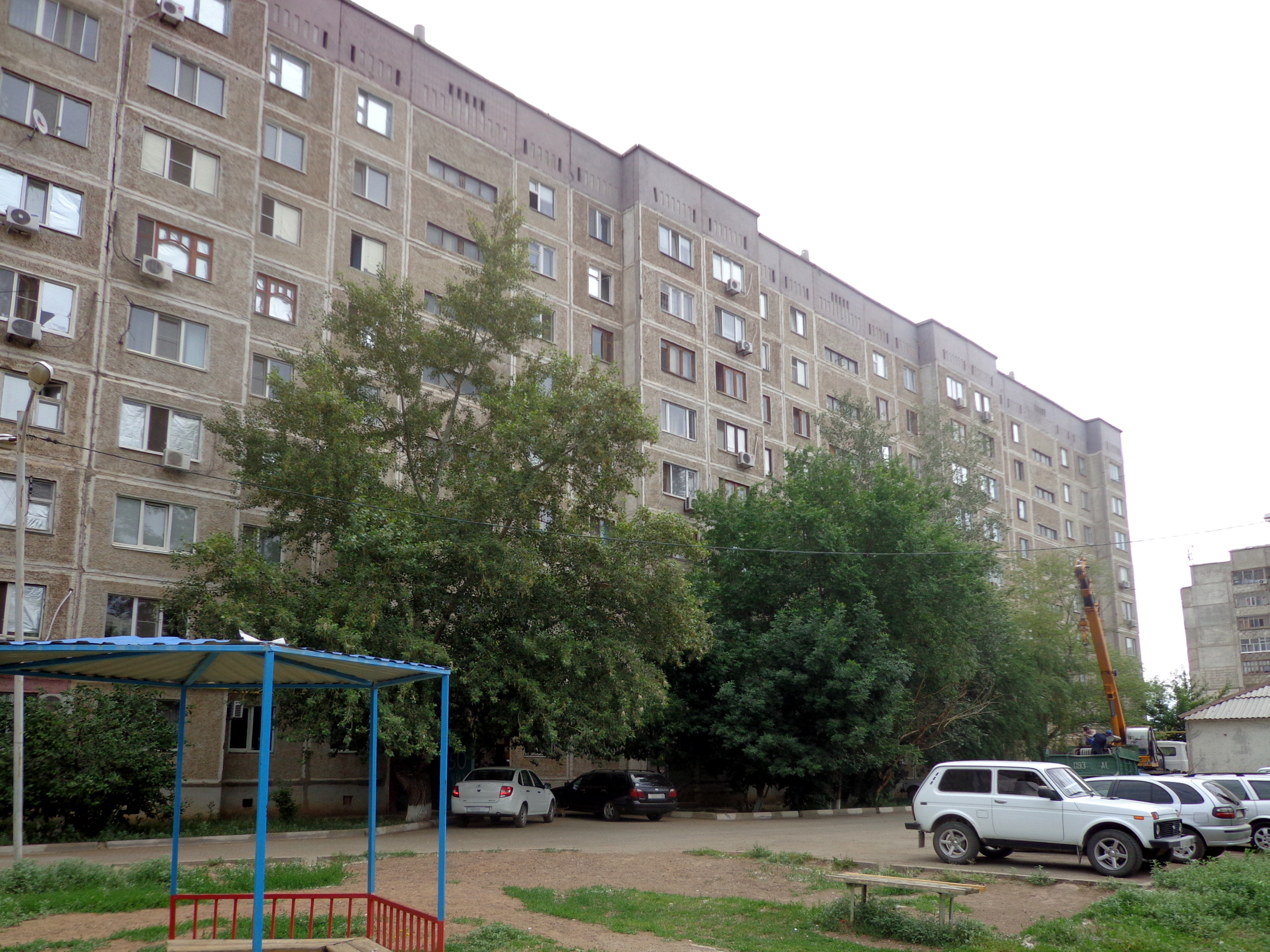
Орал, мікрорайон Кунаєва, 51
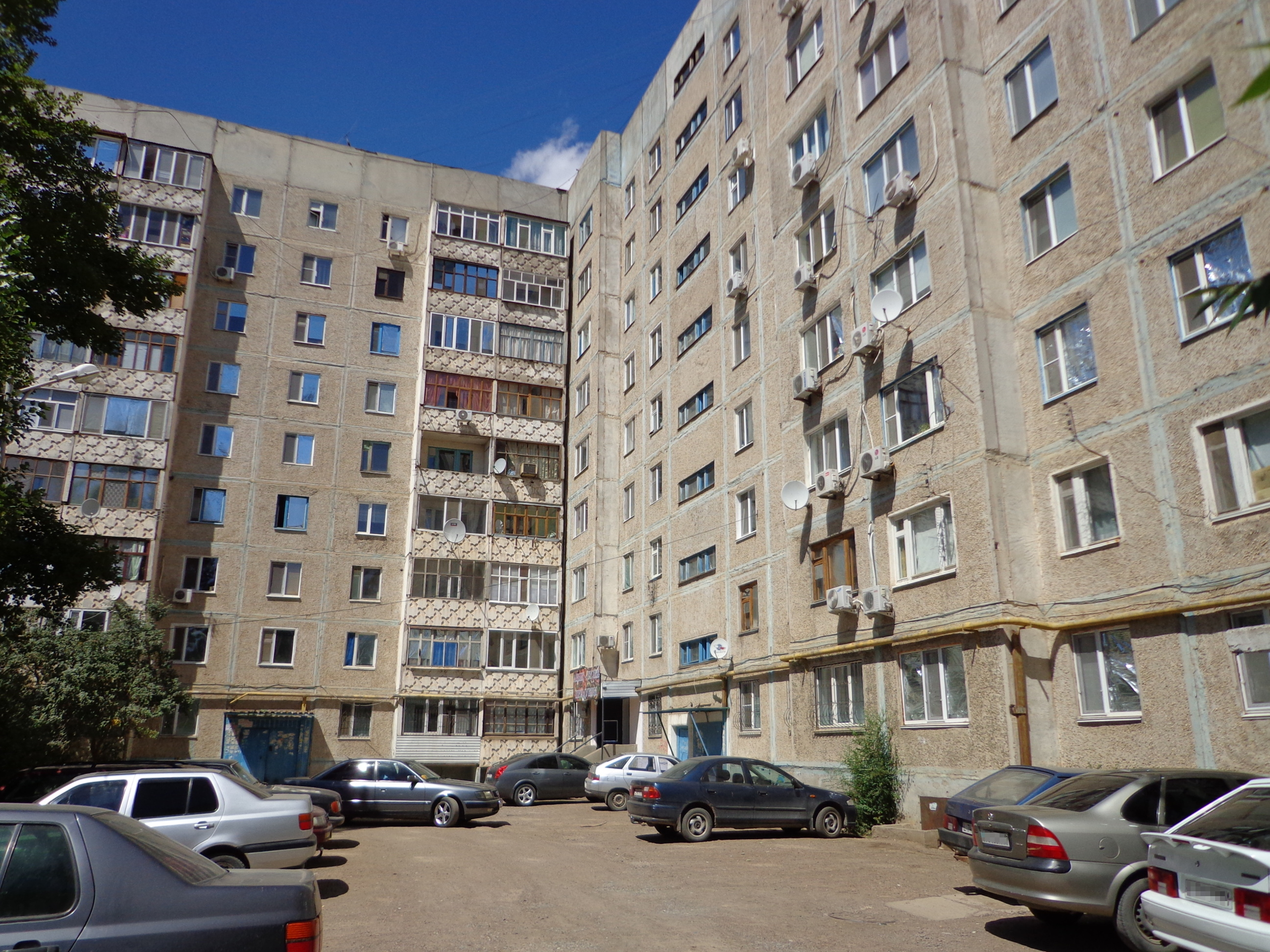
Орал, 4-й мікрорайон, 10
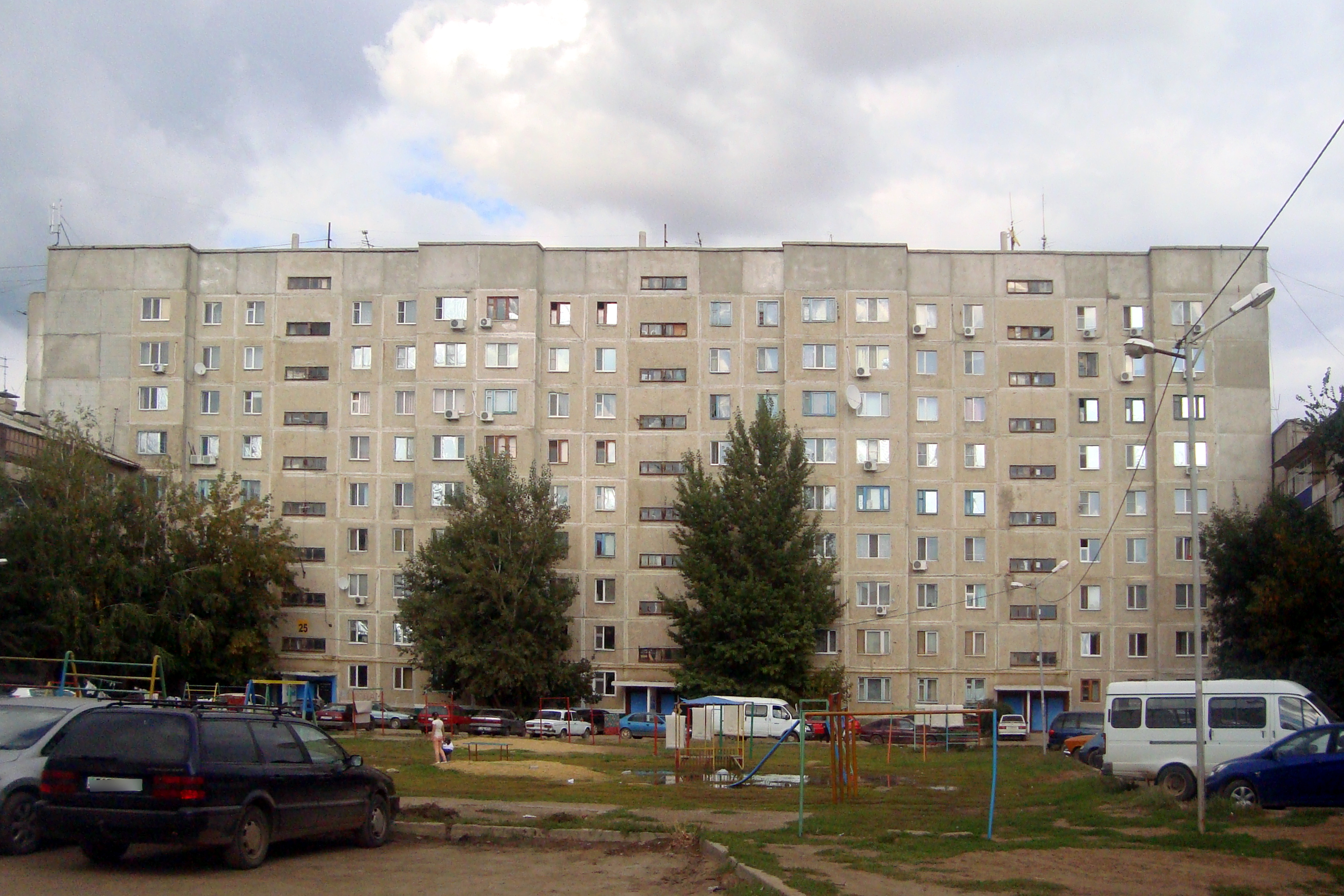
Орал, мікрорайон Кунаєва, 25